# 揖斐川町立坂内小中学校
揖斐川町立坂内小中学校（いびがわちょうりつ さかうちしょうちゅうがっこう）は、岐阜県揖斐郡揖斐川町に存在した小中学校併設校。

## 概要
- 通学区域は坂内川上、坂内坂本、坂内広瀬である[1]。
- 坂内小学校と坂内中学校と別々にされる場合もある。
- 2022年（令和4年）3月に廃校[2]。最後の児童は3人、生徒1人[3]。坂内地区の児童生徒は揖斐川町立北方小学校、揖斐川町立北和中学校へスクールバスでの通学となった。

## 沿革
- 1873年（明治6年） - 広瀬村に観成義校、坂本村に椎馨義校、川上村に訓迪義校が開校。
- 1897年（明治30年）4月1日 - 広瀬村、坂本村、川上村が合併し、坂内村が発足。
- 1898年（明治31年） - 坂内村の3校が統合され、坂本尋常小学校となる。広瀬分校、川上分教場を設置。
- 1901年（明治34年） - 現在地に移転。広瀬分校を廃止。
- 1941年（昭和16年） - 坂本国民学校に改称する。
- 1947年（昭和22年） - 坂内村立坂内小学校に改称し、坂内村立坂内中学校を併設。坂内村立坂内小中学校となる。諸家分校を設置。
- 1948年（昭和23年） - 揖斐農林高等学校北部分校を併設。
- 1953年（昭和28年） - 中学校諸家分校を廃止。
- 1955年（昭和30年） - この年度の児童・生徒数が591人とピークを迎えた[3]。同年、中学校冬期寄宿寮を設置。
- 1957年（昭和32年） - 中学校川上分校、揖斐高等学校北部分校を廃止。
- 1974年（昭和49年） - 諸家分校を廃止。
- 1988年（昭和63年） - 中学校冬期寄宿寮休止。
- 1990年（平成2年） - 川上冬季分校を廃止。
- 1997年（平成9年） - 現在の校舎が完成。
- 2003年（平成15年） - 現在の体育館が完成。
- 2018年（平成30年） - 中学校が岐阜県立揖斐高等学校とで連携型中高一貫教育を開始する。
- 2022年（令和4年）
  - 3月8日 - 最後の卒業式挙行。最後の卒業生は女子中学生1名。
  - 3月12日 - 閉校式を行う[3][4]。
  - 3月31日 - 廃校。